# Antun Dubravko Jelčić
Antun Dubravko Jelčić (Požega, 6. studenoga 1930. – Zagreb, 28. veljače 2020.), hrvatski je akademik, književnik, književni povjesničar, književni kritičar i političar.

## Životopis
Dubravko Jelčić rodio se u Požegi 1930. godine. Maturirao je 1951. godine u Slavonskom Brodu. Završio je Filozofski fakultet u Zagrebu, 1956. godine, gdje je postigao i doktorat znanosti s područja književnosti, 1974. godine. Bio je profesor u srednjoj školi u Osijeku, zatim dramaturg u Hrvatskom narodnom kazalištu u Osijeku te ponovno kao profesor u srednjoj školi, u Travniku. Godine 1960. prelazi u Zagreb, na Institutu za književnost Jugoslavenske akademije znanosti i umjetnosti (JAZU), danas Zavod za povijest hrvatske književnosti, kazališta i glazbe Hrvatske akademije znanosti i umjetnosti (HAZU), gdje je napredovao od asistenta do znanstvenog savjetnika godine 1982.
Godine 1983. postaje članom suradnikom Razreda za suvremenu književnost JAZU, a od 1992. redoviti član Hrvatske akademije znanosti i umjetnosti. Od iste godine je tajnik Razreda za književnost akademije.

## Znanstveni i stručni doprinos
Akademik Jelčić objelodanio je nekoliko stotina znanstvenih, stručnih i litereranih radova, od kojih su većina skupljeni u tridesetak samostalnih knjiga. Od 1966. sudjelovao na desetak znanstvenih i stručnih skupova diljem Hrvatske (o doprinosu Slavonije hrvatskoj književnosti; o hrvatskoj vojnoj granici; dvaput na znanstvenom-saboru Slavonije i Baranje; o fra Kaji Agjiću; o fra Grguru Ćevapoviću; o Ivani Brlić-Mažuranić; o A.G. Matošu; o Ivanu Dežmanu; o Eugenu Kumičiću; dvaput na Krležinim danima; itd.). Voditelj je i glavni istraživač projekta Dokumentacija o hrvatskoj književnosti XX. stoljeća. Devedesetih godina prošlog stoljeća predavao je na kolegiju Hrvatski nacionalni identitet na Hrvatskim studijima Sveučilišta u Zagrebu.

## Članstvo u uredništvima
- Suurednik časopisa Forum, mjesečnika Razreda za književnost Hrvatske akademije znanosti i umjetnosti od 1987. godine.[3]
- Bio je član Uredničkog odbora edicije Pet stoljeća hrvatske književnosti
- Glavni urednik je edicije Stoljeća hrvatske književnosti
- Član Uredništva edicije Svjedoci povijesti
- Priredio desetak svezaka u edicijama kritičkih izdanja Sabranih djela Tina Ujevića, A.G. Matoša i Vladimira Nazora, te više desetaka knjiga u edicijama djela hrvatskih pisaca XIX. i XX. stoljeća

## Kulturno-politička aktivnost
Nakon demokratskih promjena 1990. i obnavljanje rada zabranjene Matice hrvatske, postaje njen potpredsjednik. Angažira se u Hrvatskoj demokratskoj zajednici i postaje članom Glavnog odbora. Dana 20. ožujka 1999. povodom osnivanja Akademske zajednice "Dr. Ante Starčević", zajednice HDZ-a koju okuplja akademske građane, postaje njen predsjednik. Od 2002. do 2006. član je zakladne uprave Zaklade hrvatskog državnog zavjeta.
U prigodi pete obljetnice smrti prvoga hrvatskog predsjednika dr. Franje Tuđmana objavljuje 2004. zajedno s Josipom Pečarićem knjigu eseja i članaka Tuđmanove tri sekunde.
Uključuje se u rad Hrvatskog rasta 2011. godine. Član je Savjeta Hrvatskog rasta.

## Djela
Nepotpun popis djela:
- Poraz pobjednika, (lirika), 1962.
- August Šenoa njim samim, (monografija), 1966.
- Teme i mete, (studije, eseji i kritike), 1969.
- Za i protiv, (rasprave, feljtoni, polemike), 1971.
- Majstori realističkog pripovijedanja, (studija Stvarnost i sudbina Ivice Kičmanovića; u zajed. knjizi s Grčevićem, Šicelom i Pogačnikom), 1971.
- Suvremena hrvatska novela, knj. I. i II. (antologija), 1971.
- Literatura o A.G. Matošu, (deskriptivna bibliografija), 1976.
- Epigrami, (tiskano kao rukopis, samo za internu upotrebu, u 34 primjerka numerirana autorovom rukom i s njegovim vlastoručnim potpisom), 1976.
- Vallis aurea: eseji i portreti, 1977.
- Hrvatski narodni i književni preporod, (monografija s hrestomatijom), 1978.
- Približavanje sfingi: diptih o Ujeviću: esej i drama, 1979.
- Šenoa, (monografija) 1984.
- Kranjčević, (monografija), 1984.
- Matoš, (monografija), 1984.
- Izabrana djela, (u knjižnici "Pet stoljeća hrvatske književnosti", zajed. knjiga sa Švelcem, Ivanišinom, Vaupotićem i Mihanovićem), 1984.
- Slavonske male stvari: glose, elzeviri, konferanse, 1985.
- Strast avanture ili avantura strasti: Josip Kosor: prilog tezi o autohtonosti ekspresionizma u hrvatskoj književnosti, (monografija), 1988.
- Riječ po riječ, (eseji), 1989.
- Dnevnik od rujna do rujna 1989. – 1990., 1991.
- Preporod književnosti i književnost preporoda, (studije i eseji), 1993.
- Tri predavanja o hrvatskom pjesništvu, (studije i eseji), 1993.
- Šenoa-Kovačić-Gjalski, (studija Stvarnost i sudbina Ivice Kičmanovića, u zajedničkoj knjizi s Miroslavom Šicelom), 1993.
- Strah: igre jave i sna, (roman), 1994.
- Politika i sudbine, (eseji, varijacije i glose o hrvatskim političarima), 1995.
- Pozicije i (o)pozicije, (političko-publicistički spisi), 1995.
- Nove teme i mete (studije, eseji, rasprave), 1995.
- Građa o Ivi Vojnoviću, (Ljetopis života i Deskriptivna bibliografija radova o njemu od 1885. do 1981.), poseban otisak iz "Kronike" Zavoda za povijest hrvatske književnosti, kazališta i glazbe HAZU br. 3-4-5/1996.
- Povijest hrvatske književnosti: tisućljeće od Baščanske ploče do postmoderne, 1997., (2. znat. proš. izd., 2004., izd. na tal. jeziku Storia della letteratura croata, Guépard Noir, Milano, 2005.,[6] izd. na španj. jeziku Historia de la literatura croata – desde la lápida de Baška hasta el Postmodernismo, La Zonambula, Guadalajara, 2012.[7])
- Županija Požeško-slavonska, 1997., (suautor Marin Topić)
- Književnost u čistilištu, (eseji i studije), 1999.
- Kalendar jedne parlamentarne diverzije, ili, Anatomija hrvatske politike 1998./1999., 1999.
- Pripravni na problem?, (politički eseji i članci), 1999.
- Hrvatski književni romantizam, 2002.
- Na istoj crti: govori i razgovori o književnosti i o politici 1963. – 2002., 2003.
- Tuđmanove tri sekunde, (suautor Josip Pečarić), 2004., (2. proš. izd. 2007.)
- 100 krvavih godina: XX. stoljeće u hrvatskoj povijesti: eseji, polemike, epigrami, 2004., (2. neizmj. izd. 2005.)[8]
- Književnik Mile Budak sada i ovdje, (suautor Josip Pečarić), 2005.
- Povijesni prijepori, (suautor Josip Pečarić), 2006.
- Pisma iz života, 2009.
- Hrvatska književnost i pravaštvo, 2011.[9]
- Nasilje žalosnih uspomena: Krhotine sjećanja 1967. – 1969. – 1971. – 2003. – 2007., 2012.[10]
- Živjeti u književnosti: kritičko-memoarski eseji, glose i paljetci, 2013.
- I jedni i drugi: kroatološke teme: eseji, kritike, komentari, sjećanja : 1956. – 2014., 2015.

## Nagrade
- 2016.: Nagrada Vladimir Nazor, za životno djelo.[11]

## Vanjske poveznice
- Hrvatska akademija znanosti i umjetnosti – Akademik Antun Dubravko Jelčić – osobne stranice